# Antidote (émission de télévision)
Pour les articles homonymes, voir Antidote (homonymie).
Antidote est une émission de télévision française qui a été diffusée à partir du dimanche 21 février 2021 sur France 2. Elle était présentée par Michel Cymes et produite par 17 juin média.

## Concept
Accompagnée de son équipe de chroniqueurs, le médecin Michel Cymes fait découvrir le fonctionnement du corps et de l'esprit humain tout en se divertissant. 
Benoît Thévenet indique que l'émission a vocation de "créer un antidote à la morosité ambiante".

## Chroniqueurs
Cinq chroniqueurs sont présents aux côtés de Michel Cymes : l'humoriste Cécile Djunga, la vétérinaire Farah Kesri, le kinésithérapeute Major Mouvement et le mentaliste Fabien Olicard.

## Principe
L'émission propose de revisiter de façon ludique nos idées reçues, nos croyances et nos connaissances en matière de santé. Pour ce faire, des expériences, jeux de mémoire, tests, quiz, mini-reportages, happenings sont prévus tout au long du programme
Les thèmes abordés sont liés aux mystères du corps humain, aux pouvoirs incroyables du cerveau et aux secrets de nos comportements. 
Il s'agit d'un programme tout public qui vise à apprendre, élargir et tester ses connaissances en matière de santé en s'amusant. Le ton est léger et la détente et l’humour sont de mise
Les questions auxquelles l'émission tente de répondre sont entre autres : « Le chocolat rend-il plus intelligent ? », « Les femmes sont-elles plus résistantes à la douleur que les hommes ? », « L’addiction aux selfies est-elle une maladie mentale ? » mais aussi « La peur nous fait-elle perdre nos moyens intellectuels ? » .

## Fiche technique
- Présentateur : Michel Cymes
- Chroniqueurs : Fabien Olicard, Farah Kesri, Cécile Djunga, Major Mouvement
- Producteur exécutif : Ronan Autret
- Directrice de production : Corrine Perruchon
- Chargée de production : Géraldine Sence
- Directrice de post-production : Hélène Lemarié
- Rédactrices en chef : Sandrine Mary et Tatiana Vincent
- Programmateur : Alexandre Duarte
- Sociétés de production : 17 juin média, avec la participation de France Télévisions
- Pays d'origine :  France
- Langue : Français
- Chaîne : France 2
- Première diffusion : 21 février 2021
- Nombre de saisons : 1
- Durée : 55 minutes

## Audiences
Les débuts de l'émission sont difficiles.
La première diffusion le dimanche 21 février 2021 attire seulement 1,02 million de téléspectateurs, soit 6,9 % de l’ensemble du public. 
Le dimanche 28 février, les audiences ont baissé, atteignant 740 000 personnes, soit 5,3 % de l’ensemble du public. 
Les audiences qui suivent continuent de diminuer. Le dimanche 21 mars, la part de marché s’élève à 4,6 %. Le dimanche 28 mars, elle est de 4,2 %.